# St. Olaf (Iowa)
Pour les articles homonymes, voir Olaf.
St. Olaf est une ville du comté de Clayton, en Iowa, aux États-Unis. Elle est incorporée le 31 mai 1900,.

## Source de la traduction
- (en) Cet article est partiellement ou en totalité issu de l’article de Wikipédia en anglais intitulé « St. Olaf, Iowa » (voir la liste des auteurs).